# LoType

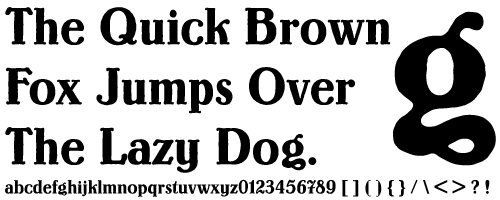
LoType von Louis Oppenheim, von Erik Spiekermann überarbeitet

LoType (auch Lo-Type oder Lo Type; ursprünglich Lo-Schrift) ist eine Display-Schrift von Louis Oppenheim. Er entwarf sie von 1911 bis 1914 für die H. Berthold AG für den Bleisatz.

## Entstehung
Die LoType kam als Lo-Schrift, benannt nach Louis Oppenheim, im Schriftschnitt Lo (heute schmalhalbfett genannt) auf den Markt. Es folgten die Schnitte Lo fett, Lo kursiv, Lo halbfett und Lo mager.

## Überarbeitung und Merkmale
Für die Übernahme in den Fotosatz wurden die Schriftschnitte neu gezeichnet und fehlende Figuren (Glyphen) ergänzt. Dabei sollten kleine Ungereimtheiten bleiben und die Strichstärken der einzelnen Schnitte nicht systematisch und fein abgestimmt aufgebaut werden. In Zusammenarbeit mit dem Berthold-Schriftenatelier unter der künstlerischen Leitung von Günter Gerhard Lange übernahm Erik Spiekermann 1980 die Überarbeitung und Ergänzung der Lo-Schriften. Den Schnitt der LoType normal zeichnete er neu. Monotype vertreibt heute die Schnitte Lo-Type Light, Regular, Medium, Medium Italic, Bold und Medium Condensed.
In ihrem extremen Strichstärkenkontrast, mit eigenwilligen Rundungen und Details, war die LoType ursprünglich als Display-Schrift für Werbung, Plakate und Headlines konzipiert. Ihre unregelmäßige Kontur lässt sie wie von Hand gemalt aussehen. Die große x-Höhe und die gewollt eigenwilligen Formen – beispielsweise am kleinen g – machen sie auffällig und einzigartig. 